# Brudgumseken

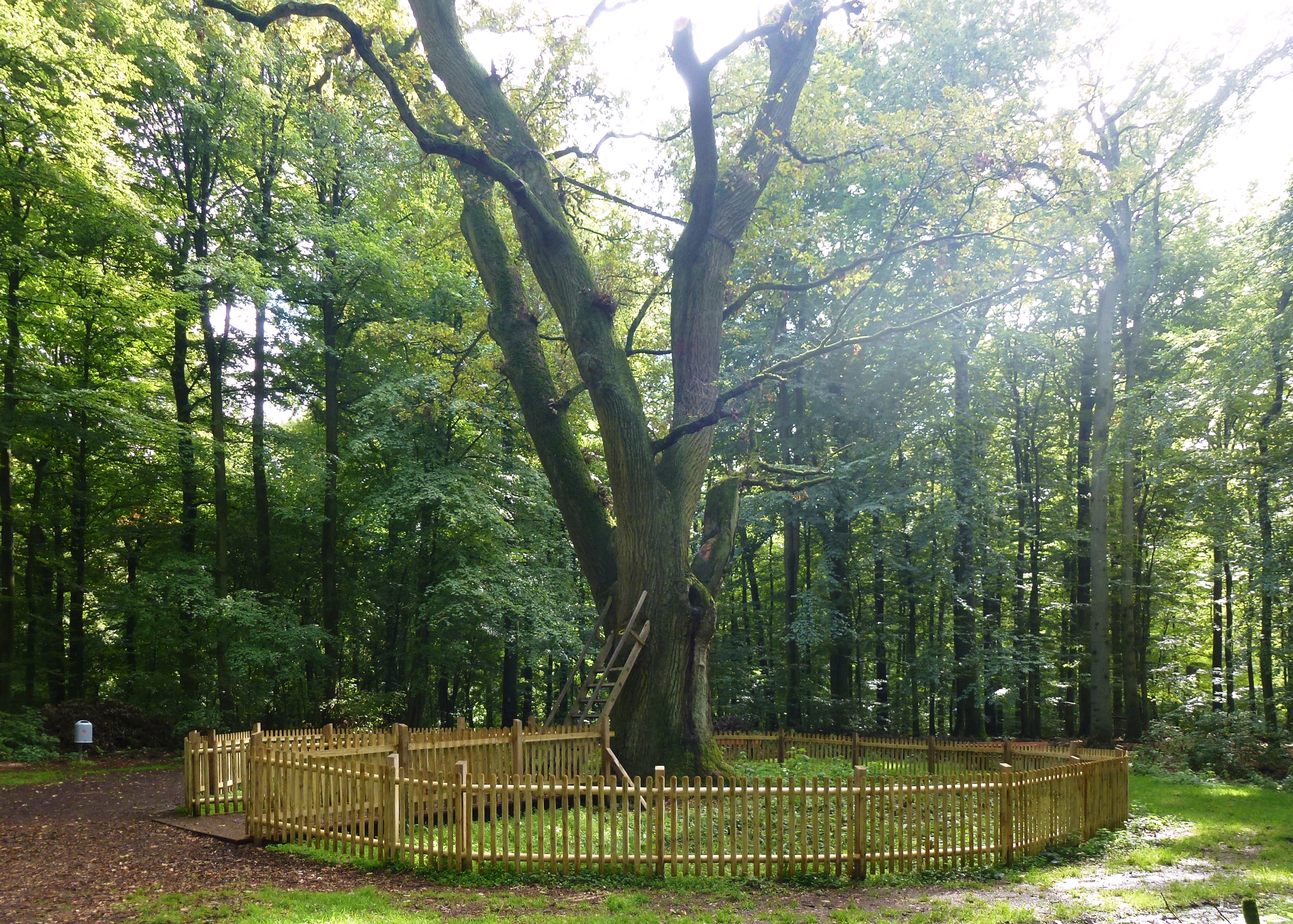
Brudgumseken i september 2014.

Brudgumseken (tyska: Die Bräutigamseiche) är en över 500 år gammal ek, som står i skogen Dodauer Forst strax väster om staden Eutin i tyska förbundslandet Schleswig-Holstein. Eken är ett naturminne och har en postlåda i form av ett kvisthål med officiell postadress.

## Historik

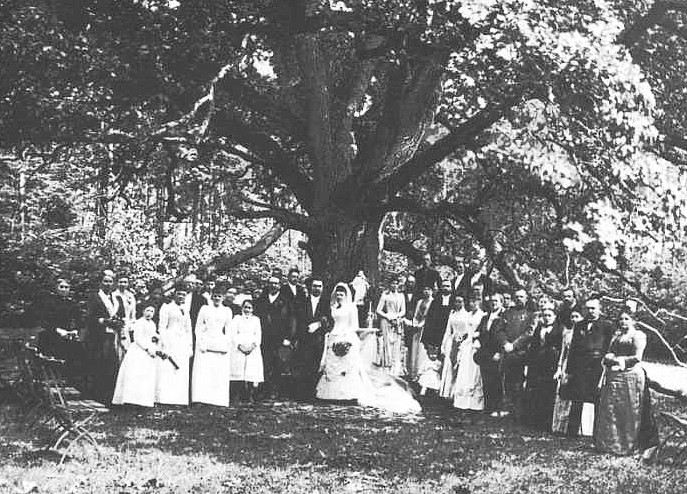
Ett bröllopssällskap under eken, ca 1900.

Brudgumseken har sitt ovanliga namn efter en händelse som går tillbaka till den 2 juni 1891, då en fröken Ohrt och en herr Schütte-Felsche gifte sig under denna ek. Fröken Ohrt var dotter till skogvaktaren i Dodauer Forst och han sökte förhindra hennes kontakt med Schütte-Felsche, som var chokladfabrikör från Leipzig. Så bestämde sig paret att i hemlighet utbyta kärleksbrev, som gömdes i ett kvisthål några meter upp i eken. Så småningom insåg skogvaktaren att hans motstånd var meningslöst och tillät äktenskapet. 
Historien blev snart känd, även internationellt, och fler personer började deponera kärleksbrev eller skickade kontaktannonser i förhoppning att en lämplig partner skulle göra samma sak och höra av sig. År 1927 monterades en stege som ledde upp till kvisthålet och posten började leverera brev hit.

## Eken
Eken, som är ett naturminne, lär vara mellan 500 och 600 år gammal. Trädet är cirka 25 meter högt och stammen har en omkrets av fem meter. Kronan har ett omfång av ungefär 30 meter och är stagad med stålvajrar. Kring Brudgumseken finns ett staket, men stegen upp till ”postlådan” är tillgänglig för allmänheten. Staketet skall förhindra att någon skadas av nedfallande delar, eftersom eken har drabbats av svampangrepp och en beskärning och säkring av kronan blev nödvändig.  
Breven och meddelandena i kvisthålet ligger inte under postens sekretess och alla som vill kan läsa dem. Enligt brevbäraren anländer dagligen omkring fyra till fem brev. Sedan 1891 har över 100 äktenskap kommit tillstånd på detta vis. Nuvarande postadress är Bräutigamseiche, Dodauer Forst, 23701 Eutin. Fram till år 2009 var Bräutigamseiche världens enda trä med en officiell postadress.
Sedan den 25 april 2009 är Brudgumseken "gift" med en kastanj i Düsseldorf som även den har en officiell postadress: Himmelgeister Kastanie, Kölner Weg, 40589 Düsseldorf.

## Bilder

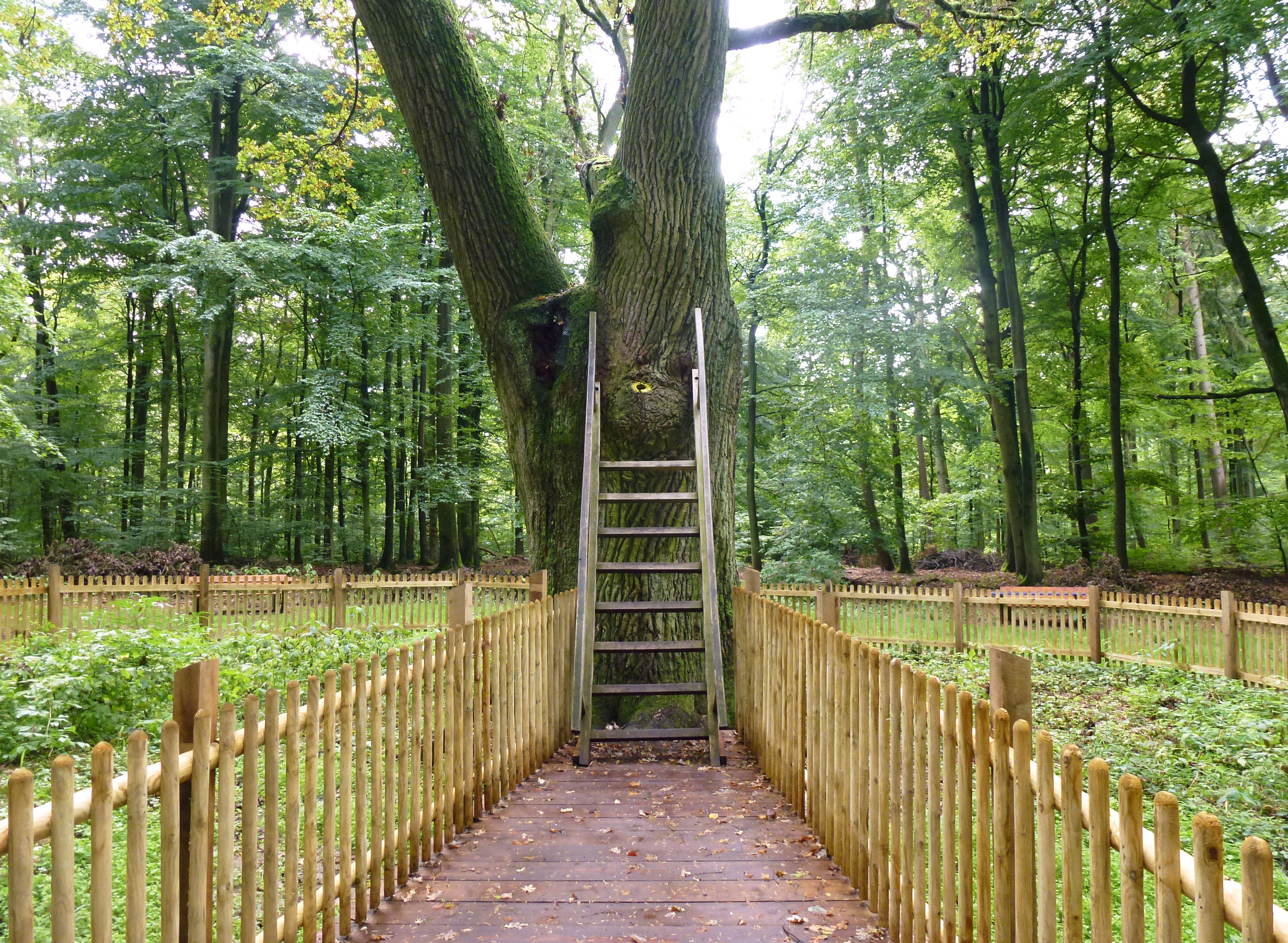
Stegen till ”postlådan”.
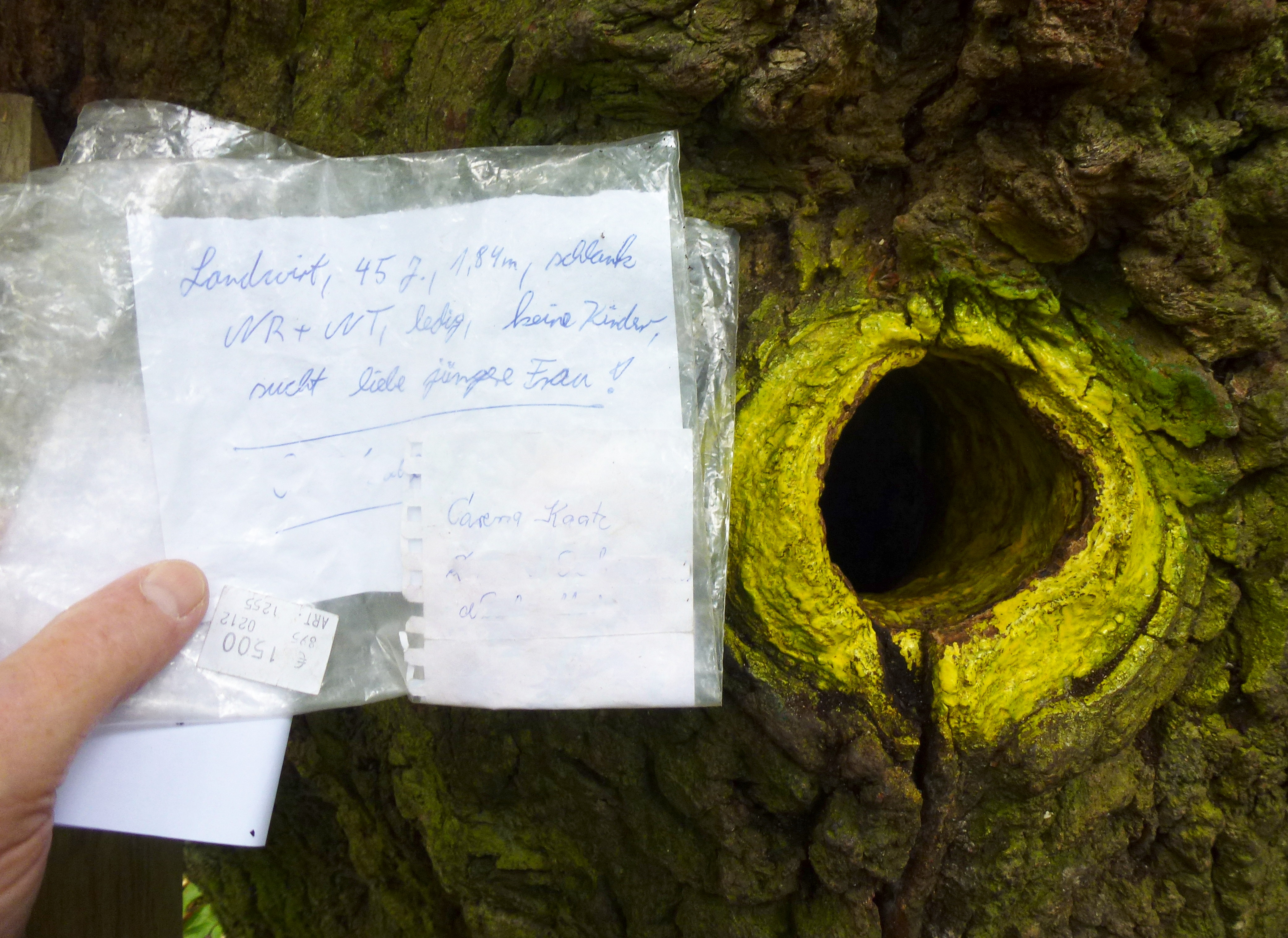
”Bonde 45 år söker yngre fru...” (meddelande i kvisthålet).
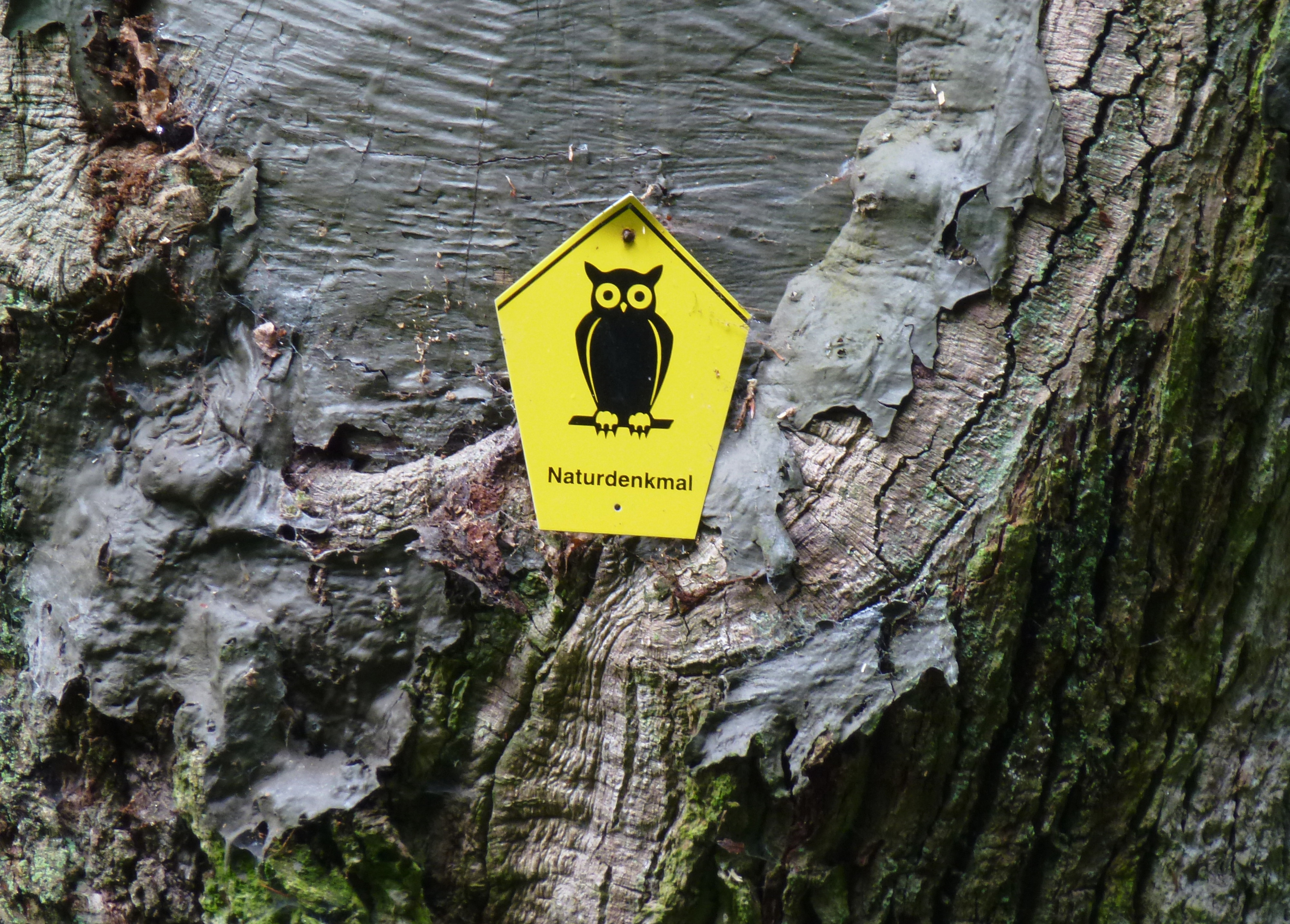
Skylt ”Naturdenkmal”.
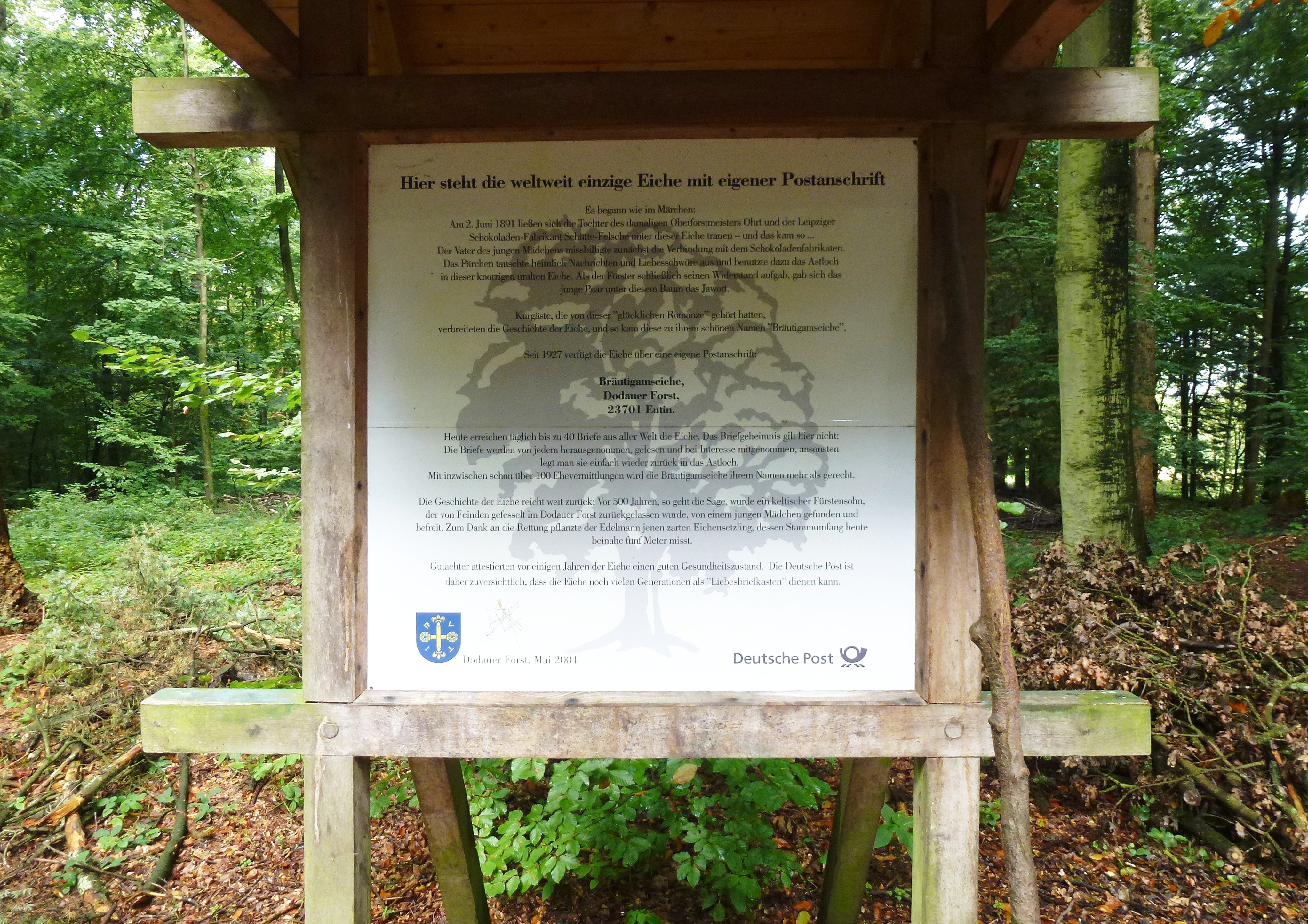
Informationstavla uppsatt av Deutsche Post.
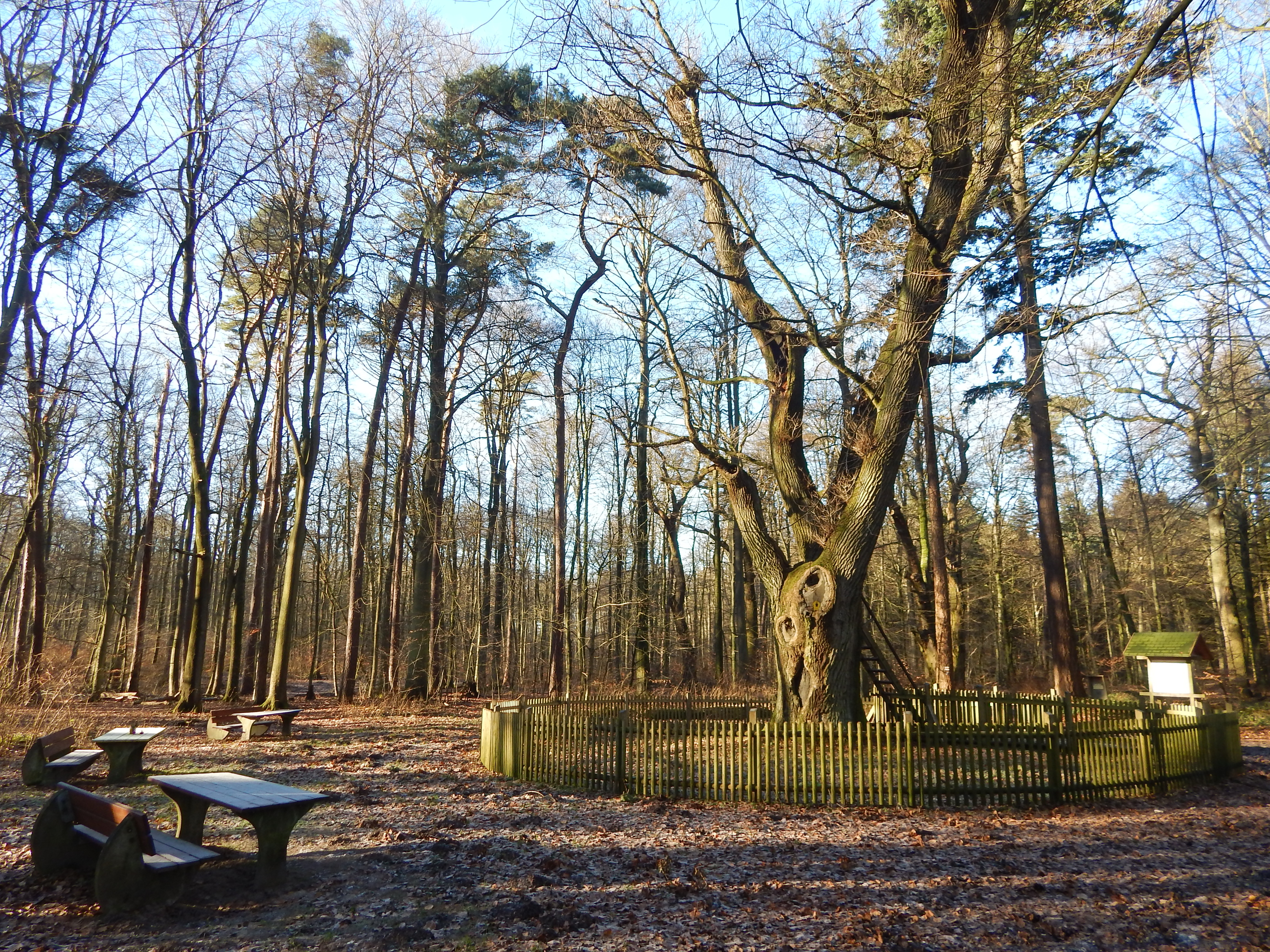
På vintern.